# Ouzioua
Ouzioua (àrab: اوزيوة, Ūzīwa; amazic estàndard marroquí: ⵓⵡⵣⵉⵡⴰ, Uwziwa) és una comuna rural de la província de Taroudant, a la regió de Souss-Massa, al Marroc. Segons el cens de 2014 tenia una població total de 7.692 persones.